# 卡尼伊萨雷斯
卡尼伊萨雷斯，是西班牙卡斯蒂利亚-拉曼恰昆卡省的一个市镇。总面积76平方公里，总人口613人（2001年），人口密度8人/平方公里。